# Punta de la Llobatera
La Punta de la Llobatera és una muntanya de 786 metres que es troba al municipi de Mas de Barberans, a la comarca catalana del Montsià.